# Gjessø Savværk
Gjessø Savværk var en vandkraftdrevet savværk ved Gjessø Bæks udløb i Jenskærdalen, lige vest for Thorsø, omkring fem kilometer syd for Silkeborg. Vandmøllen og savværket blev etableret i  midten af 1800-tallet. I 1901 sprængtes dæmningen efter et skybrud, og bygningerne måtte genopføres. I 1937, blev der indsat turbiner, men de måtte opgives pga. den megen okker i vandet, og de blev skiftet ud med en dieselmotor, men den havde de også problemer med, og man gik over til el, supleret med en genetableret vandmølle.
Fra omkring  1950 til 1970 var der sommerrestauration på stedet.